# Podocarpus ledermannii
Podocarpus ledermannii là một loài thực vật hạt trần trong họ Thông tre. Loài này được Pilg. miêu tả khoa học đầu tiên năm 1916.